# Particular (filosofia)
Em metafísica, um particular é um ente distinto de um universal. São consideradas coisas múltiplas que possuem propriedades e cujas existências estão em relação dependentes a uma única substância primária. Em geral, os particulares são definidos como entidades espaço-temporais concretas, em oposição a entidades abstratas, como propriedades ou números. Existem, no entanto, teorias de particulares abstratos ou tropos. Por exemplo, Sócrates é um particular (existe apenas um Sócrates, o professor de Platão, e não se pode fazer cópias dele, por exemplo, ao cloná-lo, sem introduzir novos e distintos detalhes). A vermelhidão, por outro lado, não é particular, porque é uma qualidade abstrata e multiplicada pela instanciação (por exemplo, uma bicicleta, uma maçã e o cabelo de uma dada mulher podem ser todos vermelhos particulares, mas não a qualidade da vermelhidão em si). Na visão nominalista, tudo é particular. Os universais, em cada momento do tempo, do ponto de vista de um observador, são a coleção de elementos dos quais se participa. 

## Visão geral
Sybil Wolfram escreve:
Os particulares incluem apenas indivíduos de um certo tipo: como primeira aproximação, indivíduos com um lugar definido no espaço e tempo, como pessoas e objetos ou eventos materiais, ou aquilo que deve ser identificado através desses indivíduos, como sorrisos ou pensamentos.
Alguns termos são usados por filósofos com uma ideia crua e imprecisa de seu significado. Isso pode ocorrer se houver falta de acordo sobre a melhor definição do termo. Ao formular uma solução para o problema dos universais, o termo "particular" pode ser usado para descrever a instância específica de vermelhidão de uma determinada maçã, em oposição à "vermelhidão" 'universal' (sendo abstrata).
O termo particular também é usado como um equivalente moderno da noção aristotélica de substância individual. Utilizado nesse sentido, particular pode significar qualquer entidade concreta (individual), independentemente de ser espacial e temporal ou não.